# Раздолье (Иркутская область)
Раздолье — посёлок сельского типа в Усольском районе Иркутской области России. Административный центр Раздольинского муниципального образования.

## История
Село Раздолье образовалось в конце XIX — начале XX в. Первыми поселенцами в 1903 году стали крестьяне с Украины и из Белоруссии. Через 7 лет в эти места приехал подрядчик, который проводил дорогу по поручению царского правительства. Дорогу строило местное население. Вскоре были открыты первая школа и магазин.
Название села, по мнению жителей, появилось из-за месторасположения.
В 1923 в Раздолье образовался сельсовет. Однако наиболее яркие воспоминания старожилов о том периоде связаны с бандой «Золотого Зуба», которая расстреливала коммунистов во время Гражданской войны. Первый председатель Раздольинского сельсовета, Федот Деревягин, возглавил борьбу с бандой, в результате чего на него было совершено 2 покушения.
В 1950-х годов, во время строительства Иркутской ГЭС, в Раздолье хлынул поток переселенцев из затопленных деревень: Бурдугуз, Пашки, Голубовск и других.
Из восьми населённых пунктов в окрестностях Раздолья осталось только пять. Крупнейшим из них был Моргудей. На территории посёлков в одно время работали механизированный лесопункт, расположенный в Моргудее, который занимался заготовкой и вывозкой древесины, промышленная артель «Зелёный гай» в Софинске, занимающаяся лесохимической отраслью: выработкой сосновой смолы, изготовлением скипидара и т. д. Третьим предприятием являлась промышленная артель «Луч тайги» в Раздолье, здесь мастерили канцелярские столы, ложки, крестьянские сани, лыжи, бочки и др. Два последних предприятия закрылись в послевоенное время, лесопункт в Моргудее переименовался в Моргудейский ЛПК.

## Социальная сфера
Школа, Дом культуры и амбулатория.

## Экономика
Частные предприятия, занимающиеся торговлей и лесозаготовкой и переработкой древесины.

## Культура
В Раздолье есть средняя школа, оснащенная музейной комнатой, где хранятся старинные экспонаты, такие как тетради учеников сорокалетней давности, вековой сундук, старинные домашние атрибуты: утюги, горшки, кувшины, а также действующий до сих пор чёрно-белый телевизор "Рекорд-12".
Также в Раздолье находится Дом культуры, где каждые выходные собирается молодёжь, проводятся дискотеки. Особое празднование Троицы, или Дня берёзки, сопровождается народными гуляньями на берегу реки Китой. Там организуются игры и плетение берёзовых венков. Также в Раздолье действует ансамбль "Саяночка", который участвует в районных соревнованиях.

## Религиозные сооружения
В сентябре 2018 года в Раздолье был построен православный храм, настоятелем которого стал священник Артемий.

## Население
| 2002 | 2010  | 2011  | 2012  |
| ---- | ----- | ----- | ----- |
| 1256 | ↘1217 | ↗1218 | ↗1235 |